# PC+
PC+ 是微軟公司提出的詞彙，類似蘋果公司描述的後PC時代。描述2010以後的電子消費品市場，其他裝置將以PC為核心。以雲端和移動化整合起來，微軟公司特別指出PC和平板電腦是同一個系列。而非蘋果公司提出的PC和平板電腦是不同的概念。

## 最早的解釋
比爾蓋茨於1999年說明有關PC+的概念:
對於大多數在家和辦公室的人來說，PC仍然會是最主要的電腦裝置。你仍然需要一個大顯示屏和實體鍵盤來寫郵件和瀏覽複雜的網頁，而且你還需要效能強勁的電腦來處理圖像、玩大型遊戲等等。但是PC會與其他新式設備一同工作，你可以在不同裝置的上分享自己的各類數據——文件、日程表、計劃安排、郵件、通訊錄等等，但一切都會是自動的，不用你操心。你只要用手邊的設備就可以查看一部新車的售價，並同時知道自己的賬戶裡有沒有足夠的資金去購買。無論你在哪裡，無論你想做什麼，你都會得到所有你想知道的資料。——Bill Gates，https://www.microsoft.com/presspass/ofnote/05-31newsweek.mspx

## 近期的解釋
2012年，微軟的COO凱文·特納（Kevin Turner），重申這一術語。他認為蘋果的後PC時代描述平板電腦和PC不同是完全不正確的。微軟相信Windows 8是新時代的PC+，你可以無縫地連接兩個世界。不論你用觸摸，鼠標，和鍵盤。微軟敢打賭微軟的未來在PC+上。